# 酮咯酸
酮咯酸（INN：ketorolac）或音译克多羅多克，以商品名 Toradol、Biorolac 等等銷售，是一種用於治療疼痛的非類固醇類抗發炎藥（NSAID），属非选择性环氧合酶抑制剂。特別用於治療中度至重度疼痛用途。建議治療時間不超過六天，在瑞士的建議治療時間為不超過兩天。它透過口服、鼻腔、靜脈注射或肌肉注射的方式給藥，另有眼藥水的形式。給藥後一小時內開始作用，持續時間達八小時。
常見的副作用包括嗜睡、頭暈、腹痛、腫脹和噁心。嚴重的副作用有上消化道出血、腎衰竭、心臟病、支氣管痙攣、心臟衰竭和過敏性休克。不建議個體在懷孕後期或哺乳期間使用。酮咯酸發揮作用的方式是透過阻斷環氧合酶 1和 2（COX1和COX2）而減少前列腺素產生。
此藥物於1976年獲得專利，並於1989年獲得批准用於醫療用途。它有非處方藥的形式出售。此藥物在2020年是美國最常使用處方藥中排名第249，開立的處方箋超過100萬張。
由於酮咯酸導致上消化道出血和腎衰竭，造成一系列死亡案例，而於1993年有德國鎮痛藥市場撤出。最初此藥物引入德國時，因其副作用被認為輕很多，不會產生任何物質依賴，一次劑量有效時間達7-8小時（嗎啡只有3-4小時），而經常被誤用作疼痛治療中的類阿片藥物替代品。由於酮咯酸是一種非常有效的前列腺素抑制劑，會削弱腎臟對血管收縮相關效應而產生的防禦能力（例如失血或內源性兒茶酚胺濃度較高時）。

## 醫療用途

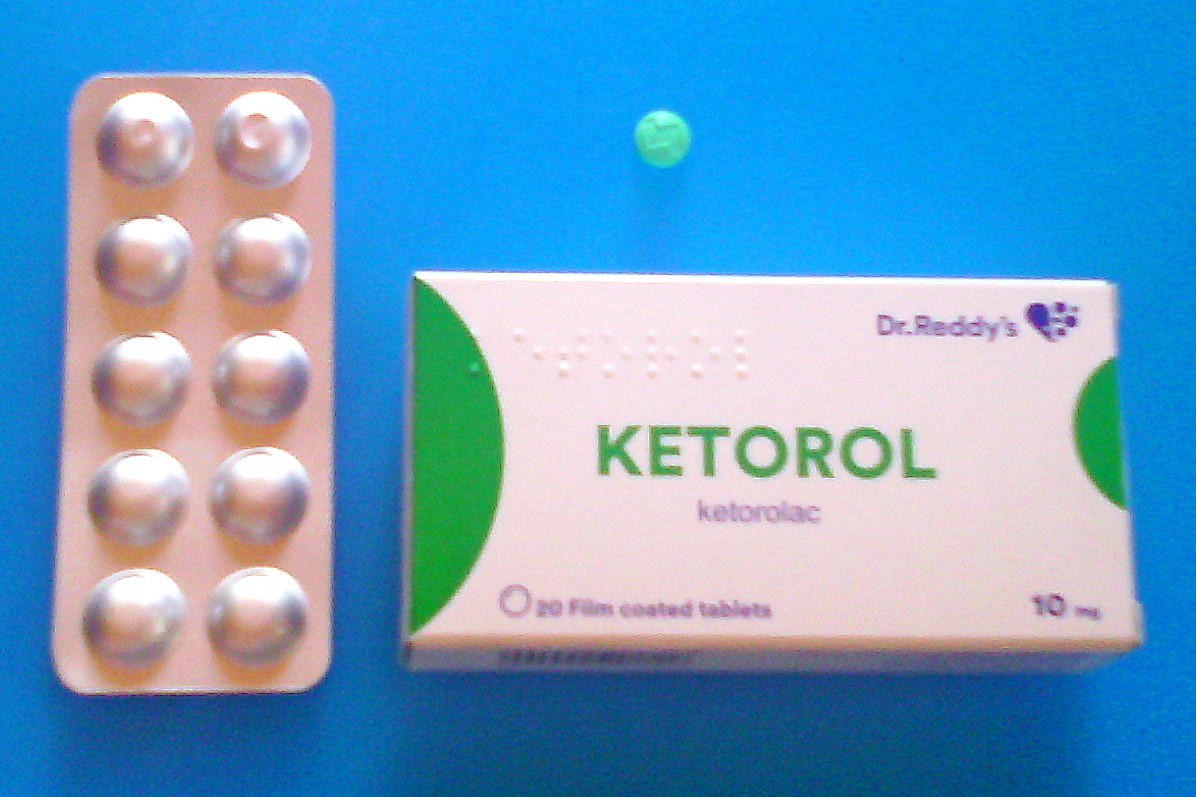
於俄羅斯販售的酮咯酸。

酮咯酸用於短期治療中度至重度疼痛。因為它可能會導致腎臟損傷，:280通常施用時間不會超過五天。:291
酮咯酸與撲熱息痛（乙醯胺酚）一起服用可有效控制新生兒疼痛，它不會像類阿片藥物那樣抑制呼吸。酮咯酸也是類阿片藥物的佐劑，可增強疼痛緩解作用。它也用於治療婦女的經痛。:291 此藥物也因可減輕發炎而用於治療特發性心包炎。
在全身性使用時，可透過口服、舌下、肌肉注射、靜脈注射和鼻腔噴霧方式給藥。通常的做法是先透過肌肉注射或靜脈注射，繼而採口服給藥。
酮咯酸也用作眼藥水。在眼科手術期間幫助緩解疼痛，且可有效治療眼部發癢。無足夠的證據顯示非類固醇抗發炎藥有助於預防黃斑水腫。酮咯酸眼藥水也用於治療角膜刮傷而引起的疼痛。
使用酮咯酸期間，臨床醫師會監測不良反應表現，經常化驗例如肝功能、出血時間、及尿素氮、血清肌酸酐和電解質水平，協助識別潛在的併發症。

## 用藥禁忌
酮咯酸禁用於有過敏反應、對藥物過敏、對其他非類固醇抗發炎藥物交叉過敏、手術之前、有消化性潰瘍病史、上消化道出血、酒精不耐受、腎功能不全、腦血管出血、鼻息肉、血管性水腫和氣喘的患者。建議患有心血管疾病、心肌梗塞、中風、心臟衰竭、凝血障礙、腎功能不全和肝功能不全的患者謹慎使用此藥物。

## 不良影響
常見（>10%）的副作用是嗜睡。不常見（<1%）的副作用有感覺異常、出血時間延長、注射部位疼痛、紫斑、出汗、思維異常、眼淚增加、水腫、面色蒼白、口乾、味覺異常、頻尿、肝酵素升高、發癢以及其他症狀。酮咯酸會降低血小板功能。:279
潛在致命的不良反應雖然不常見，但包含有中風、心肌梗塞、上消化道出血、史蒂芬斯－強森症候群、中毒性表皮壞死鬆解症和過敏性休克。就安全性而言，酮咯酸被評估為較醋氯芬酸、塞來昔布和布洛芬（均為非類固醇抗發炎藥）具有相對較高的風險。
如果個體在懷孕晚期服用酮咯酸，會導致嬰兒動脈導管過早收縮，與所有非類固醇抗發炎藥物的作用相同。
美國食品藥物管理局 (FDA) 於2020年10月要求更新所有非類固醇抗發炎藥物的藥品標籤，標明這類藥物對未出生嬰兒可能會產生腎臟問題，而導致羊水過低的風險。標籤建議孕婦在懷孕20週或之後避免使用非類固醇抗發炎藥物。

## 交互作用
酮咯酸會與其他藥物產生交互作用。本妥昔林與酮咯酸一起服用會升高不良反應的可能性。與五羥色酮一起服用會增加出血風險。與阿斯匹靈一起服用會降低療效。如果同時服用鉀補充劑、阿斯匹靈、其他非類固醇抗發炎藥、皮質類固醇或酒精，消化道問題會疊加，且更有可能發生。抗高血壓藥和利尿劑的有效性有降低可能。使用酮咯酸會使血清鋰濃度升高至中毒程度。如果同時服用酮咯酸和化療藥物和免疫抑制劑氨甲蝶呤，會增加後者毒性的風險。
服用酮咯酸，同時服用氯吡格雷、頭孢哌酮、丙戊酸、頭孢替坦、依替菲巴肽、替羅非班和替洛比丁時，出血風險會增加。同時服用抗凝劑和血栓溶解藥物也會增加出血的可能性。用於治療癌症的藥物會在放射治療時與酮咯酸相互作用。當酮咯酸與環孢素一起服用時，腎臟毒性的風險會增加。
一些草藥補充劑也會與酮咯酸發生交互作用。它與高麗參、丁子香、薑、山金車、短舌匹菊、當歸、洋甘菊和銀杏一起服用會增加出血風險。

## 作用機轉
多克羅克多在化學上是一種羧酸衍生物，透過抑制環氧合酶 1和 2，非選擇性阻斷前列腺素合成。前列腺素在體內充當平滑肌收縮/鬆弛和調節發炎的信使。抑制前列腺素合成可預防發炎。此藥物的抗發炎、解熱和鎮痛作用的主要機轉是透過競爭性阻斷環氧合酶（COX）來抑制前列腺素合成。多克羅克多是一種非選擇性環氧合酶抑制劑。它被認為是第一代的非類固醇抗發炎藥（NSAID）。:279

## 歷史
克多羅克多是美國唯一受廣泛使用的靜脈注射非類固醇抗發炎藥。
位於加利福尼亞州帕羅奧圖的Syntex藥廠於2006年左右開發眼科用藥Aulous（愛克樂眼藥水），目前由美國全球性藥品公司Allergan取得銷售授權。
人們於2007年因此藥物副作用發生率很高而感到擔憂。導致對使用劑量和最長使用時間予以限制。在英國，僅能在醫院開始使用此藥物，但並不排除在住院前護理和山區救援行動中使用。當時也發佈有使用劑量指南。
由於擔心多克羅克多氨丁三醇（ketorolac trometamol，一種鹽形式（salt form，為一種化合物，由陽離子和陰離子結合而成）的多克羅克多副作用發生率高，導致其在一些國家遭到撤回（眼科製劑除外），而在其他國家，使用的劑量和最長治療持續時間已被要求減少。全世界於1990年到1993年期間有97起致命反應報告。
此藥物的眼藥水配方於1992年獲得FDA批准。
鼻腔噴霧劑 (Sprix) 於2010年獲得FDA批准，用於治療需要用到類阿片藥物的中度至中重度疼痛。
多克羅克多也在大學和職業運動場合中使用，報導稱會在國家美式足球聯盟和國家冰球聯盟競賽中常規使用。競技運動員，特別是從事接觸性運動的，通常被教練和/或隊友期望在受傷後繼續比賽，因此經常得依靠止痛藥協助。然而最近的研究顯示鼓勵球員在受傷狀態下比賽，往往會導致更嚴重的傷害。一批國家美式足球聯盟前球員於2017年對聯盟提起訴訟，指控聯盟准許球員濫用止痛藥的情事。迄2023年，此案仍在美國最高法院審理中。

## 延伸閱讀
- . Bethesda, MD: American Society of Health-System Pharmacists. 2011. ISBN 9781585282609.
- Hamilton R. . Jones & Bartlett Learning. 2015: 9. ISBN 9781284057560.
- Handley DA, Cervoni P, McCray JE, McCullough JR. . Journal of Clinical Pharmacology. February 1998, 38 (2S): 25S–35S. PMID 9549656. S2CID 22508540. doi:10.1002/j.1552-4604.1998.tb04414.x.
- Henry N. . Overland Park, KS: Assessment Technologies Institute. 2016. ISBN 9781565335738.
- Kizior R. . St. Louis, MO: Elsevier. 2017. ISBN 9780323442916.

## 外部連結
- . Drug Information Portal. U.S. National Library of Medicine.   [2024-02-07]. （原始内容存档于2020-06-17）.